# Isola d'Anhatomirim
L'isola d'Anhatomirim si trova nell'Oceano Atlantico, sul litorale meridionale del Brasile, fra l'isola di Santa Catarina e il continente , nella baia Nord della prima. Essa fa parte della municipalità di Governador Celso Ramos.
È un'isola rocciosa che dal XVIII secolo ospita una delle principali fortezze del Brasile meridionale, a protezione dell'ingresso della baia Nord e della città di Nossa Senhora do Desterro, oggi Florianópolis. Recentemente restaurata, la fortezza di Santa Cruz de Anhatomirim è uno dei principali monumenti storici di Florianópolis.
Dal 1992 l'isola ospita un'area naturale protetta, l'Area de Proteção Ambiental do Anhatomirim, volta alla conservazione dei delfini sotalia e  tursiops.